# St. Vincentius und Nikolaus (Kelberg)

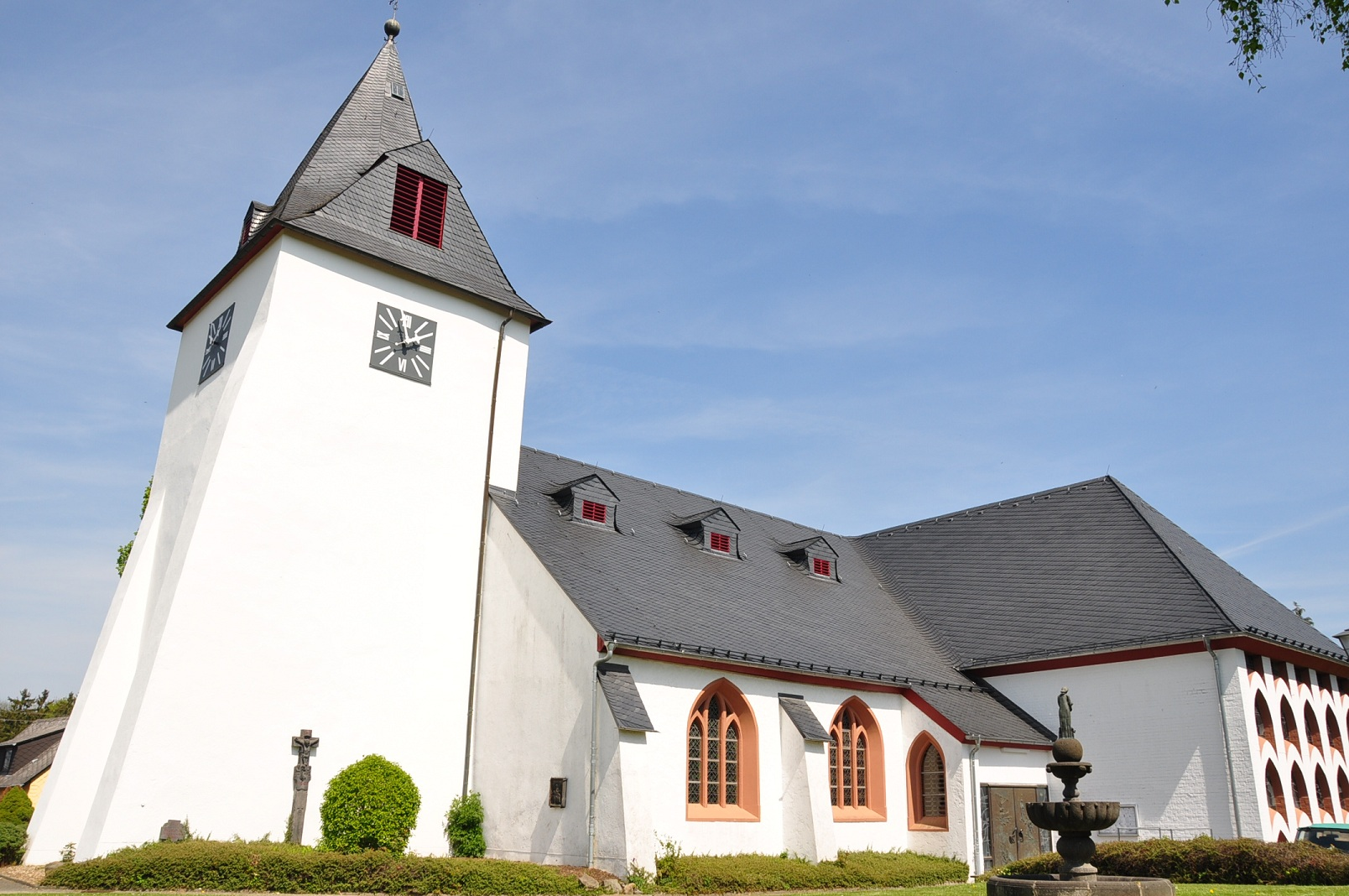
Kirche St. Vincentius und Nikolaus

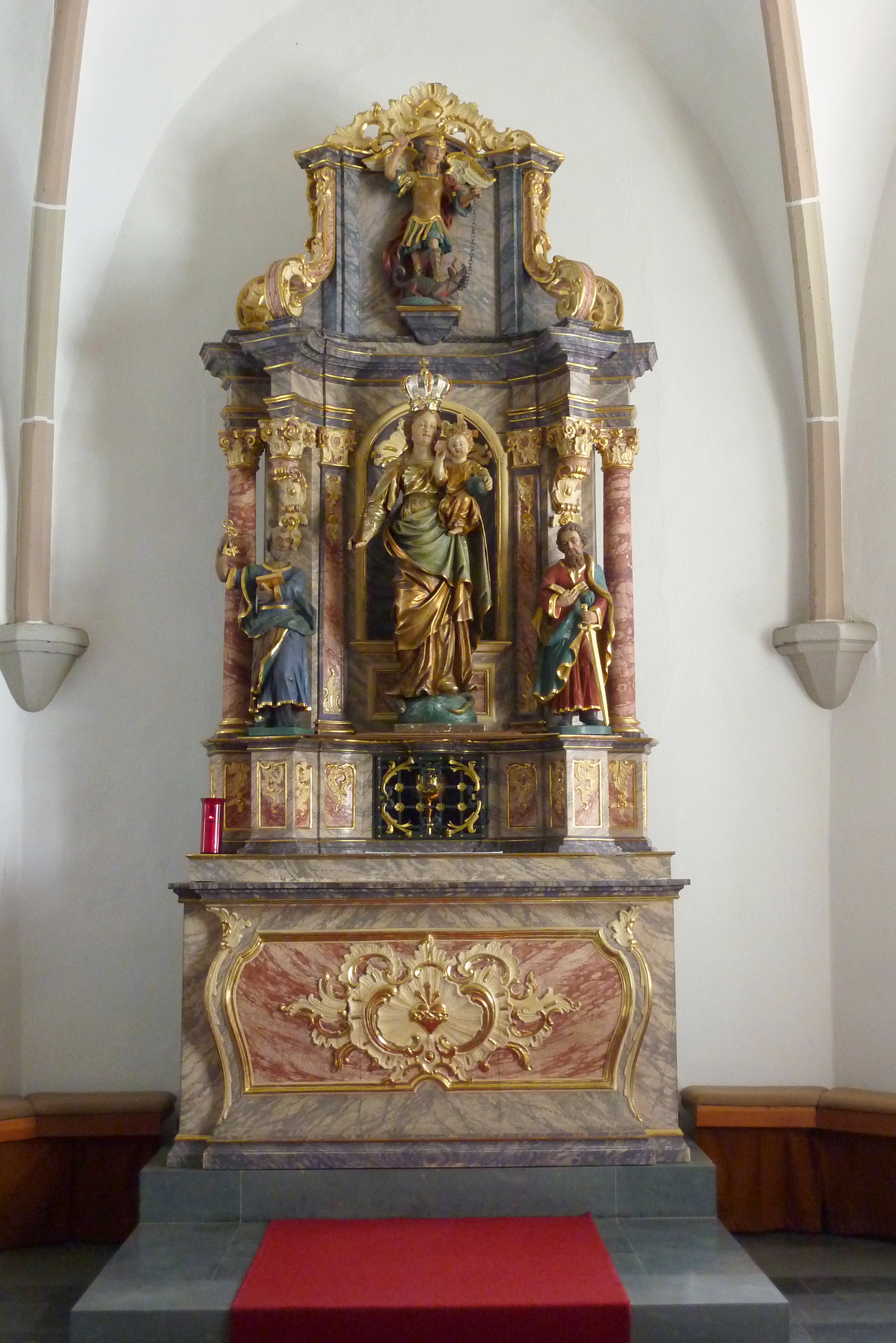
Barocker Altar

Die katholische Pfarrkirche St. Vincentius und Nikolaus in Kelberg, einer Ortsgemeinde im Landkreis Vulkaneifel in Rheinland-Pfalz, wurde ursprünglich im Mittelalter errichtet. Die den Heiligen Vinzenz und Nikolaus geweihte Kirche ist ein geschütztes Kulturdenkmal.

## Beschreibung
Der älteste Teil der Kirche ist der Turm, der wohl schon vor 1200 errichtet wurde. Die drei Joche des Langhauses wurden 1912/13 im neogotischen Stil erbaut. Der Chor, im Zweiten Weltkrieg zerstört, wurde nach 1945 durch Helmut Goldschmidt wiederaufgebaut. Das moderne Querschiff war 1972 vollendet, es versucht alte Formen aufzunehmen. Im Jahr 1996 fand eine umfassende Renovierung der Kirche statt.

## Ausstattung
Der Sakramentsaltar im Chor ist eine Arbeit der „Himmeroder Schule“, deren Werke man auch als Eifelbarock bezeichnet. Der moderne Ambo wurde 1999 geschaffen, er stellt sechs Szenen aus dem Neuen Testament dar.
Das spätgotische Kruzifix ist eine Arbeit eines unbekannten Künstlers aus dem 15. Jahrhundert. Das Osterkreuz von 1696 wurde vom damaligen Pfarrer Peter Bongart geschnitzt.

### Orgel
Die Orgel stammt von der Firma Eduard Sebald, Trier, aus dem Jahr 1960. Sie wurde nach dem Umbau der Kirche und Abriss der Empore 1972 erweitert und in einem neuen Gehäuse aufgehängt. Typisch für ihre Zeit besitzt sie ein Multiplex-Pedal, d. h. der Subbass ist auf vier Registern unterschiedlicher Fußlage anspielbar.
| Hauptwerk (I)  | Brustwerk (II)     | Pedalwerk (P)  |
| -------------- | ------------------ | -------------- |
| Principal 8'   | Rohrflöte 8'       | Fagott 16'     |
| Salicional 8'  | Praestant 4'       | Subbass 8'     |
| Grobgedackt 8' | Gemshorn 4'        | Oktavbass 8'   |
| Oktave 4'      | Nachthorn 2'       | Gedacktbass 8' |
| Blockflöte 4'  | Nasard 1 1/3'      | Choralbass 4'  |
| Suavial 2'     | Sesquialtera 2fach | Pedalflöte 4'  |
| Mixtur 3-4fach | Scharf 3fach       | Bassflöte 4'   |
| Trompete 8'    | Oboe 8'            |                |

Von den ursprünglich vier Glocken wurden 1942 zwei zu Kriegszwecken beschlagnahmt. Das kleine Beichtglöckchen, das offen am Ostfenster des Turms hing, wurde bereits 1917 abgehängt und nicht mehr ersetzt. Erhalten blieb die Glocke von Matthias Schmitz aus Müllenbach, von denen es nur noch ganz wenige gibt.
1952 wurde das Geläute um 2 Glocken ergänzt, so dass es sich heute wie folgt darstellt:
| Glocke      | 1                          | 2                            | 3                          |
| ----------- | -------------------------- | ---------------------------- | -------------------------- |
| Gießer      | Johannes Mark, Brockscheid | Matthias Schmitz, Müllenbach | Johannes Mark, Brockscheid |
| Gussjahr    | 1952                       | 1855                         | 1952                       |
| Gewicht     | 1100 kg                    | 700 kg                       | 500 kg                     |
| Durchmesser | 1181 mm                    | 995 nn                       | 878 mm                     |
| Unterton    | eis°+12                    | ais°+1                       | ais'+14                    |
| Prime       | eis'+1                     | g'+4                         | ais'+3                     |
| Nominal     | e'+7                       | gis'+5                       | a'+11                      |
| Terz        | gis'±0                     | h'+9                         | cis"+2                     |
| Quinte      | cis"±0                     | e"+8                         | fis"+11                    |
| Oktave      | e"+8                       | gis"+6                       | a"+11                      |

(Klanganalyse: Burkhard Esten, 07.02.1994)

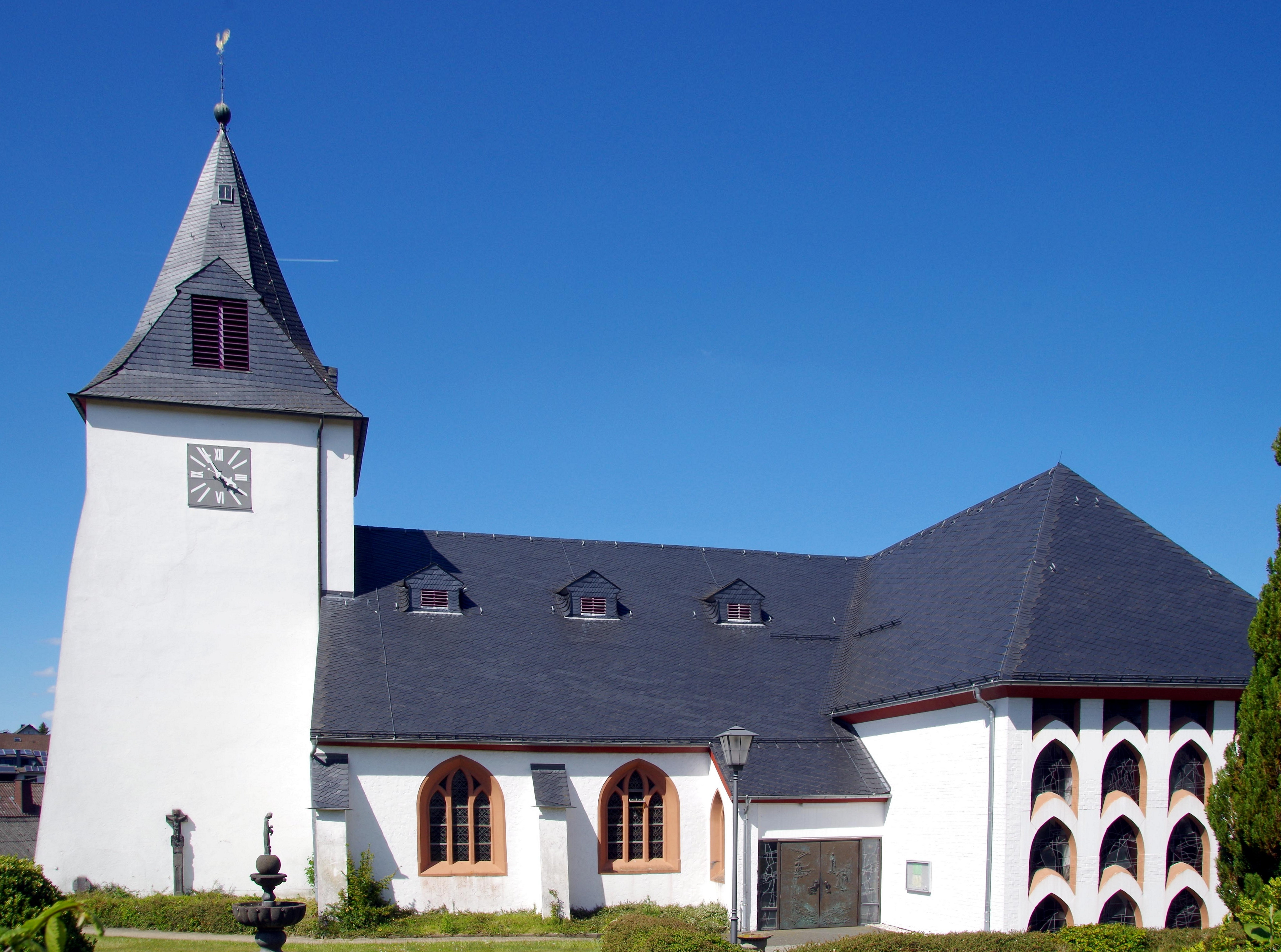
Südseite
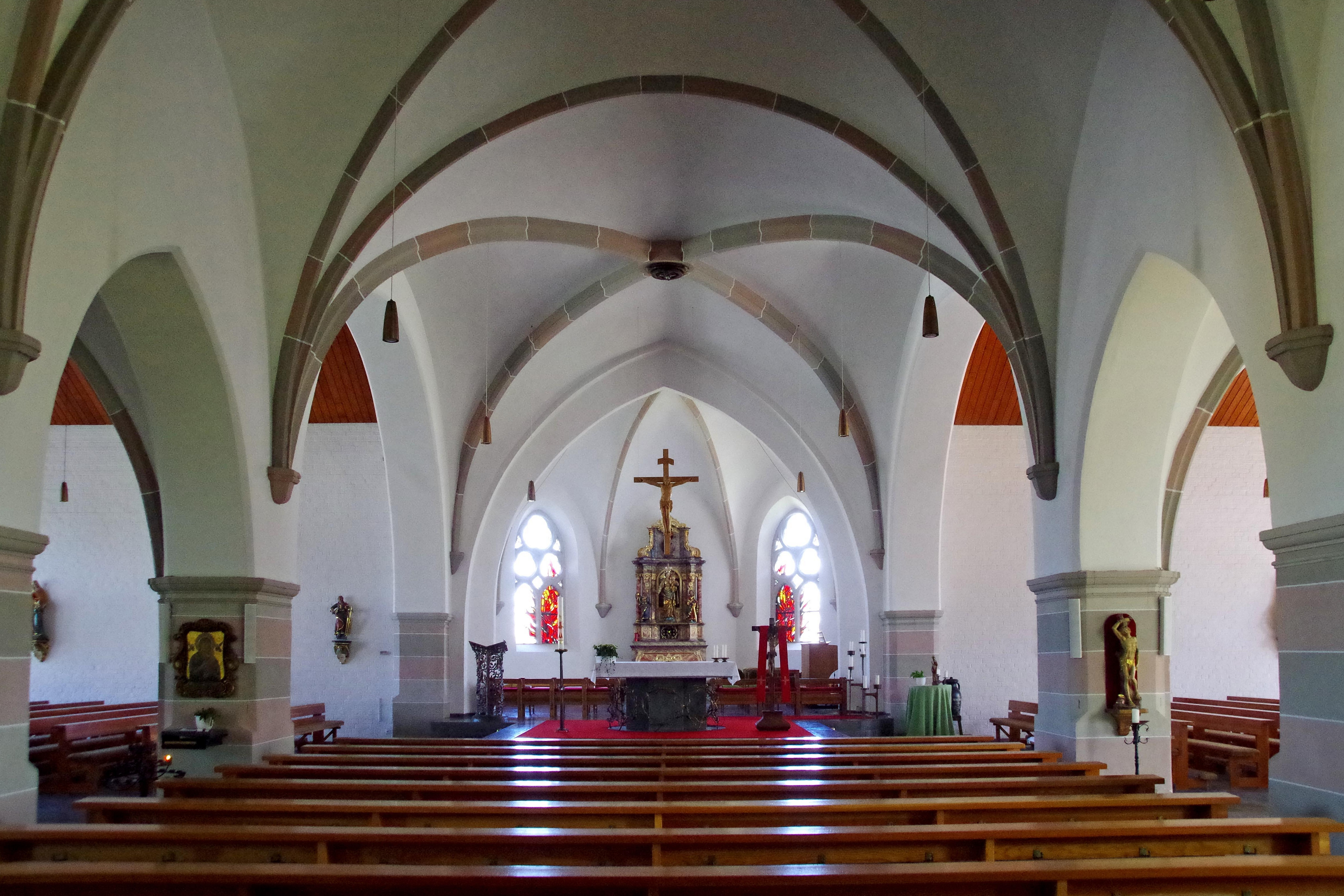
Innenraum
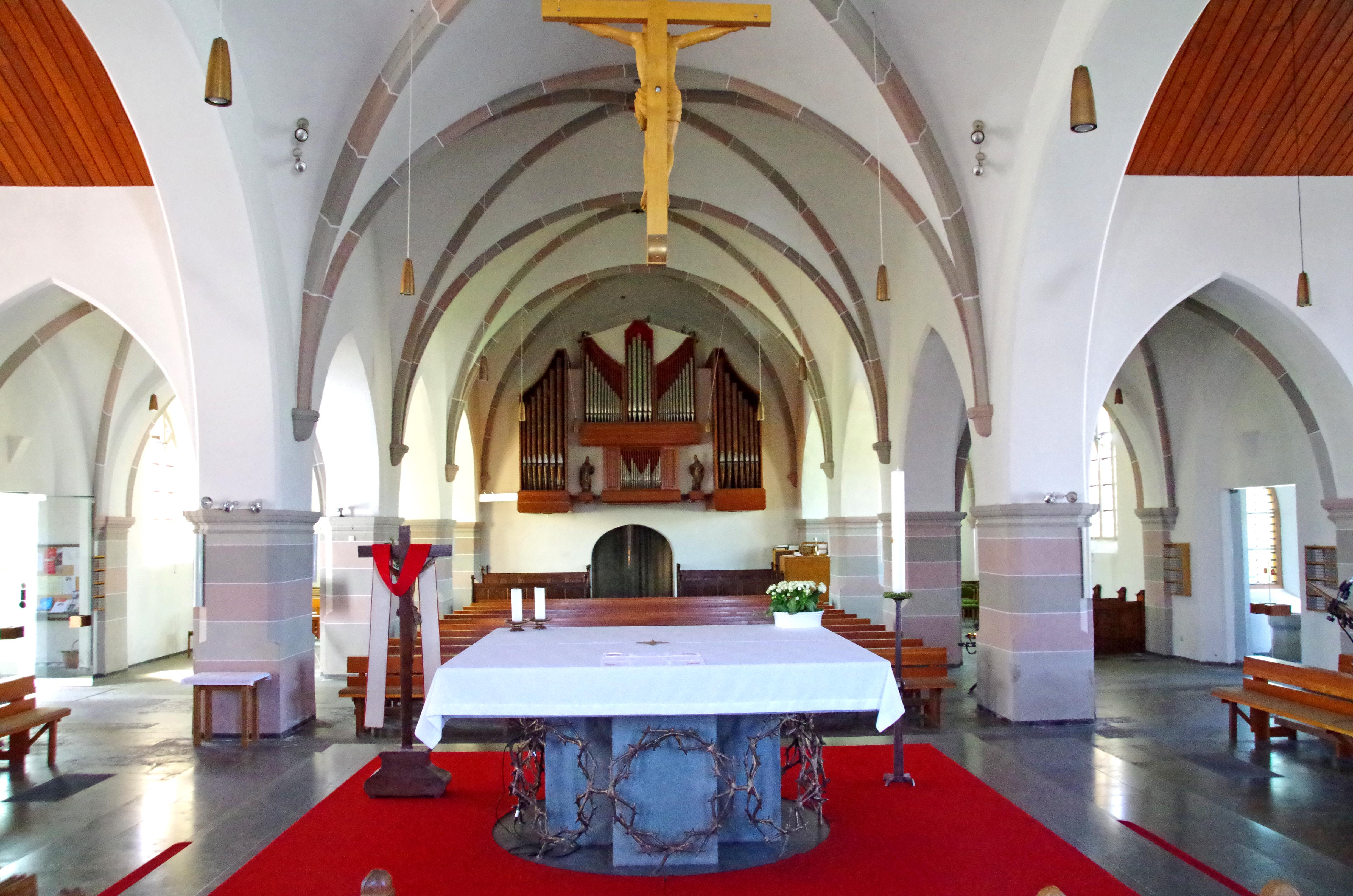
Blick zur Orgel
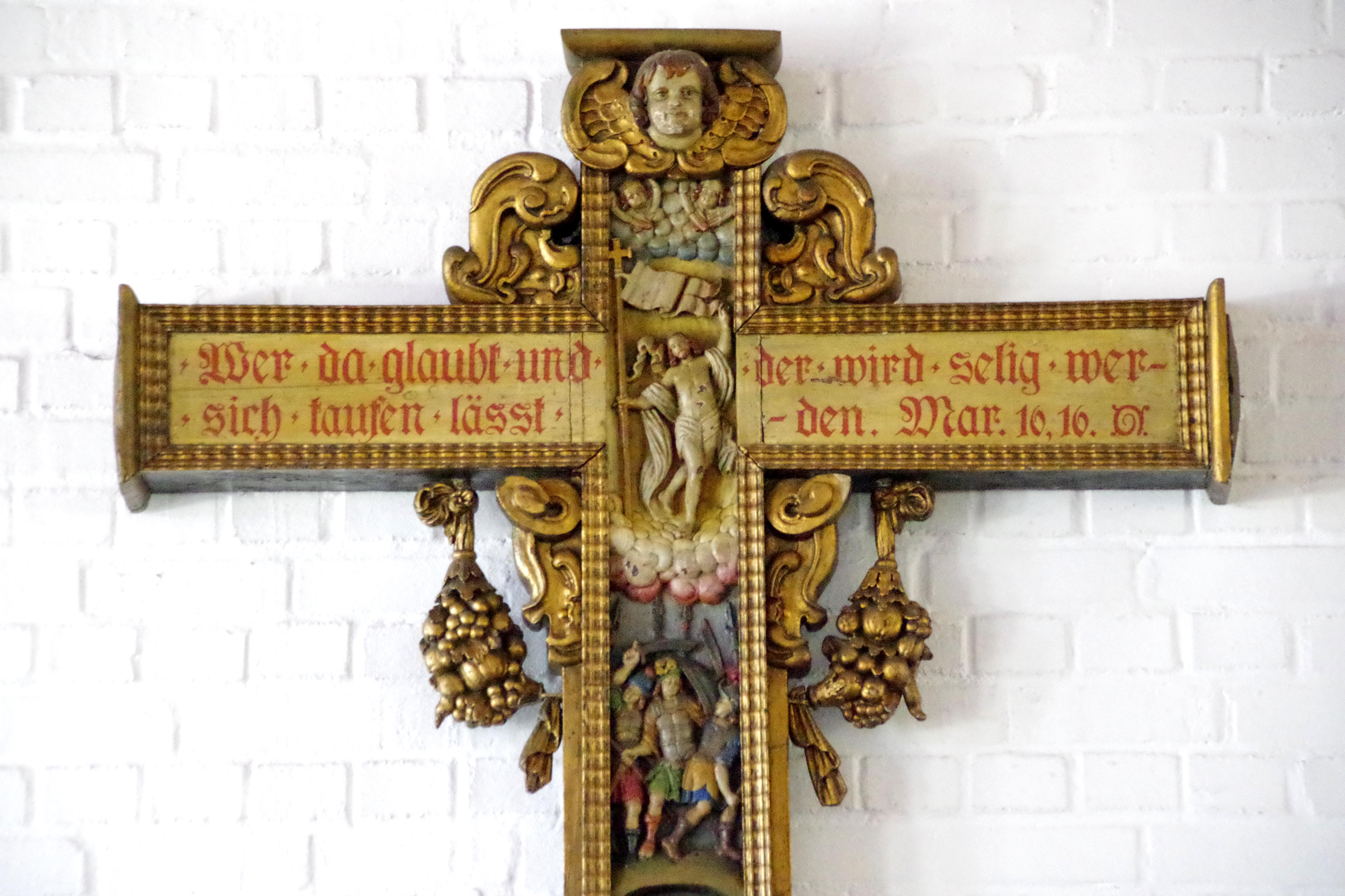
Osterkreuz (1696)
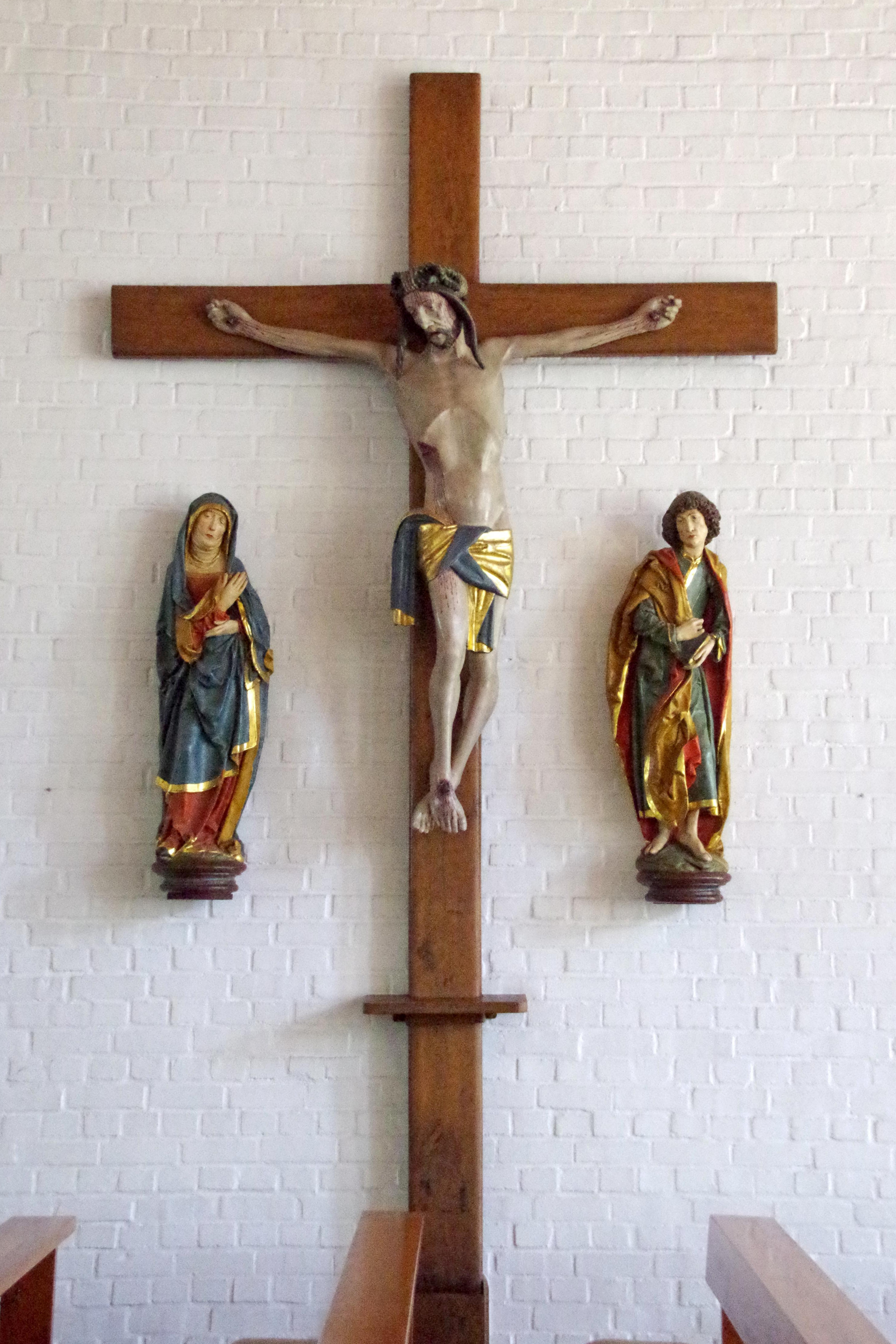
Spätgotisches Kruzifix
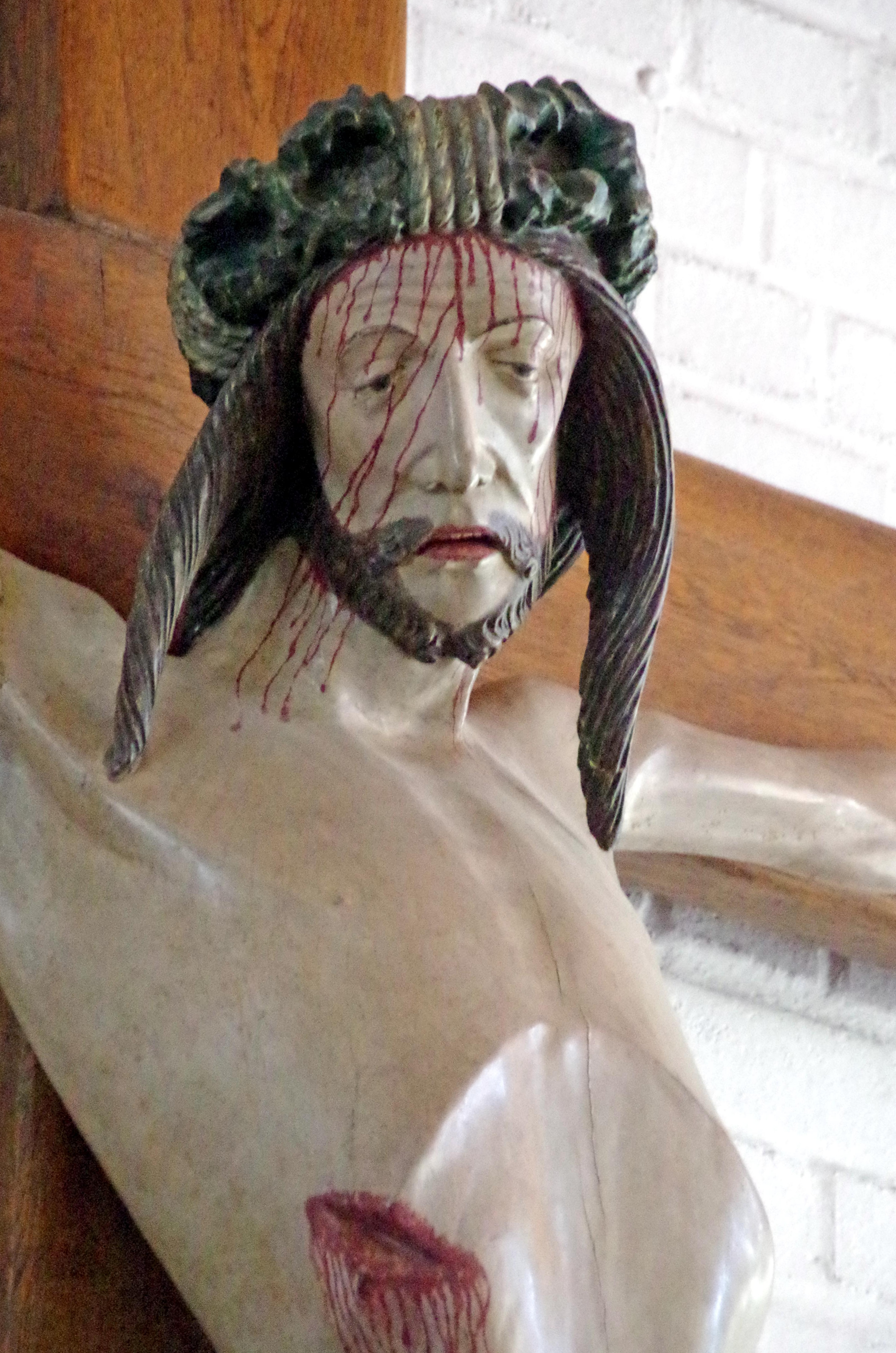
Haupt Jesu

## Fenster
Die Fenster im Chor und Querhaus haben den Lobgesang der Jünglinge im Feuerofen (Dan 3,51-90 ) zum Thema.